# Okluzja (chemia)
Okluzja – zjawisko mechanicznego zamykania obcych jonów lub cząsteczek we wnętrzu kryształów osadu (wewnątrz szybko tworzącej się sieci krystalicznej), np. podczas wytrącania siarczanów w postaci osadu BaSO4. Przy dostatecznie szybkim wzroście kryształu BaSO4 może zostać zamknięta w nim cząsteczka BaCl2. Usunięcie tego typu zanieczyszczeń można uzyskać przez kilkakrotną rekrystalizację osadu.
Okluzją nazywa się także pochłanianie gazów przez niektóre metale, zwłaszcza w podwyższonej temperaturze, połączone z tworzeniem roztworów stałych lub związków chemicznych (np. pochłanianie wodoru przez pallad).